# Volvent
Volvent é uma comuna francesa na região administrativa de Auvérnia-Ródano-Alpes, no departamento de Drôme. Estende-se por uma área de 16,73 km². Em 2010 a comuna tinha 33 habitantes (densidade: 2 hab./km²).